# Эстеро (Флорида)
Эстеро (англ. Estero) — статистически обособленная местность, расположенная в округе Ли (штат Флорида, США) с населением в 36 939 человека по статистическим данным переписи 2020 года.

## География
По данным Бюро переписи населения США, статистически обособленная местность Эстеро имеет общую площадь в 145,04 квадратных километров, водных ресурсов в черте населённого пункта не имеется.
Статистически обособленная местность Эстеро расположена на высоте 4 м над уровнем моря.

## Демография
По данным переписи населения 2000 года, в Эстеро проживало 9503 человека, 3336 семей, насчитывалось 4608 домашних хозяйств и 7345 жилых домов. Средняя плотность населения составляла около 65,52 человека на один квадратный километр. Расовый состав населённого пункта распределился следующим образом: 97,43 % белых, 0,64 % — чёрных или афроамериканцев, 0,11 % — коренных американцев, 0,35 % — азиатов, 0,01 % — выходцев с тихоокеанских островов, 0,69 % — представителей смешанных рас, 0,77 % — других народностей. Испаноговорящие составили 3,19 % от всех жителей статистически обособленной местности.
Из 4608 домашних хозяйств в 10,0 % воспитывали детей в возрасте до 18 лет, 68,2 % представляли собой совместно проживающие супружеские пары, в 2,8 % семей женщины проживали без мужей, 27,6 % не имели семей. 23,4 % от общего числа семей на момент переписи жили самостоятельно, при этом 12,4 % составили одинокие пожилые люди в возрасте 65 лет и старше. Средний размер домашнего хозяйства составил 2,01 человек, а средний размер семьи — 2,31 человек.
Население статистически обособленной местности по возрастному диапазону по данным переписи 2000 года распределилось следующим образом: 9,2 % — жители младше 18 лет, 4,9 % — между 18 и 24 годами, 14,1 % — от 25 до 44 лет, 31,1 % — от 45 до 64 лет и 40,6 % — в возрасте 65 лет и старше. Средний возраст жителей составил 61 год. На каждые 100 женщин в Эстеро приходилось 93,1 мужчин, при этом на каждые сто женщин 18 лет и старше приходилось 92,6 мужчин также старше 18 лет.
Средний доход на одно домашнее хозяйство статистически обособленной местности составил 43 734 доллара США, а средний доход на одну семью — 51 227 долларов. При этом мужчины имели средний доход в 38 886 долларов США в год против 27 883 доллара среднегодового дохода у женщин. Доход на душу населения статистически обособленной местности составил 43 734 доллара в год. 1,9 % от всего числа семей в населённом пункте и 3,2 % от всей численности населения находилось на момент переписи населения за чертой бедности, при этом 1,1 % из них были моложе 18 лет и 3,2 % — в возрасте 65 лет и старше.